# Olympische Winterspiele 1928/Teilnehmer (Rumänien)
| Gelbes Symbol für Goldmedaillen mit stilisierten Olympischen Ringen | Graues Symbol für Silbermedaillen mit stilisierten Olympischen Ringen | Braundes Symbol für Bronzemedaillen mit stilisierten Olympischen Ringen |
| ------------------------------------------------------------------- | --------------------------------------------------------------------- | ----------------------------------------------------------------------- |
| —                                                                   | —                                                                     | —                                                                       |

Rumänien nahm an den II. Olympischen Winterspielen 1928 in St. Moritz mit einer Delegation von 10 Athleten teil. Diese nahmen nur am Bobbewerb teil.
| Bob | Alexandru Berlescu Petre Petrovici Horia Roman Eugen Ștefănescu Tiţă Rădulescu        | Fünferbob | 19 | Rumänien I  |
| Bob | Grigore Socolescu Mircea Socolescu Iulian Gavhat Toma Petre Ghițulescu Traian Nitescu | Fünferbob | 7  | Rumänien II |

Als Reserveathleten waren aufgeboten: Aisiman, F. Ferry, I. Arsenie und M. Georgescu.